# Gilden und Zünfte in Florenz

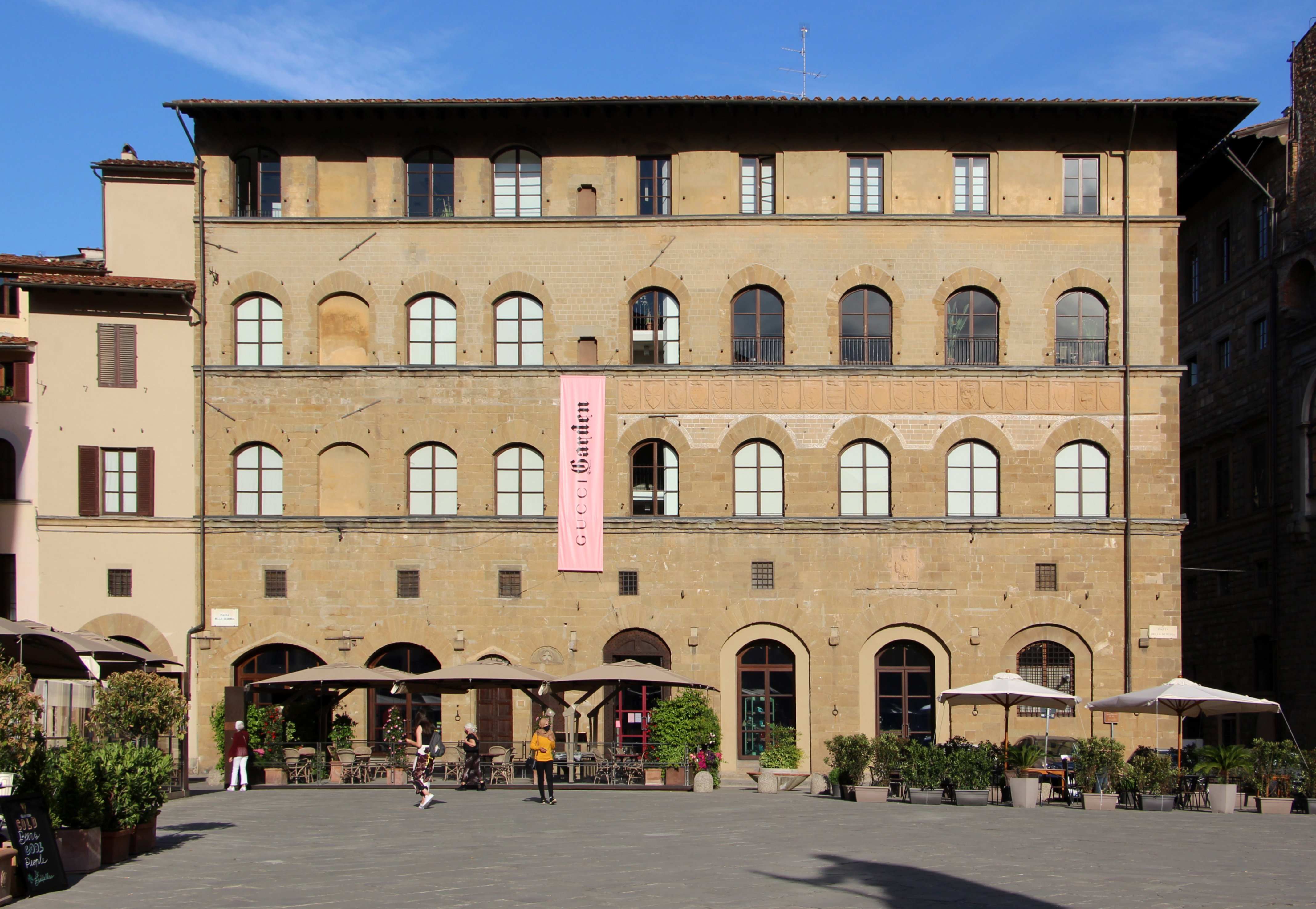
Tribunale della Mercanzia, Florenz, errichtet im 13. Jahrhundert

Im Florenz des 13. Jahrhunderts entstanden Gilden oder Zünfte, die als „Künste“ bezeichnet wurden. Diese wurden in Gruppen unterschiedlichen Ansehens und politischer Gewichtung unterteilt und hatten über mehrere Jahrhunderte großen Einfluss auf das Leben der Stadt.

## Geschichte

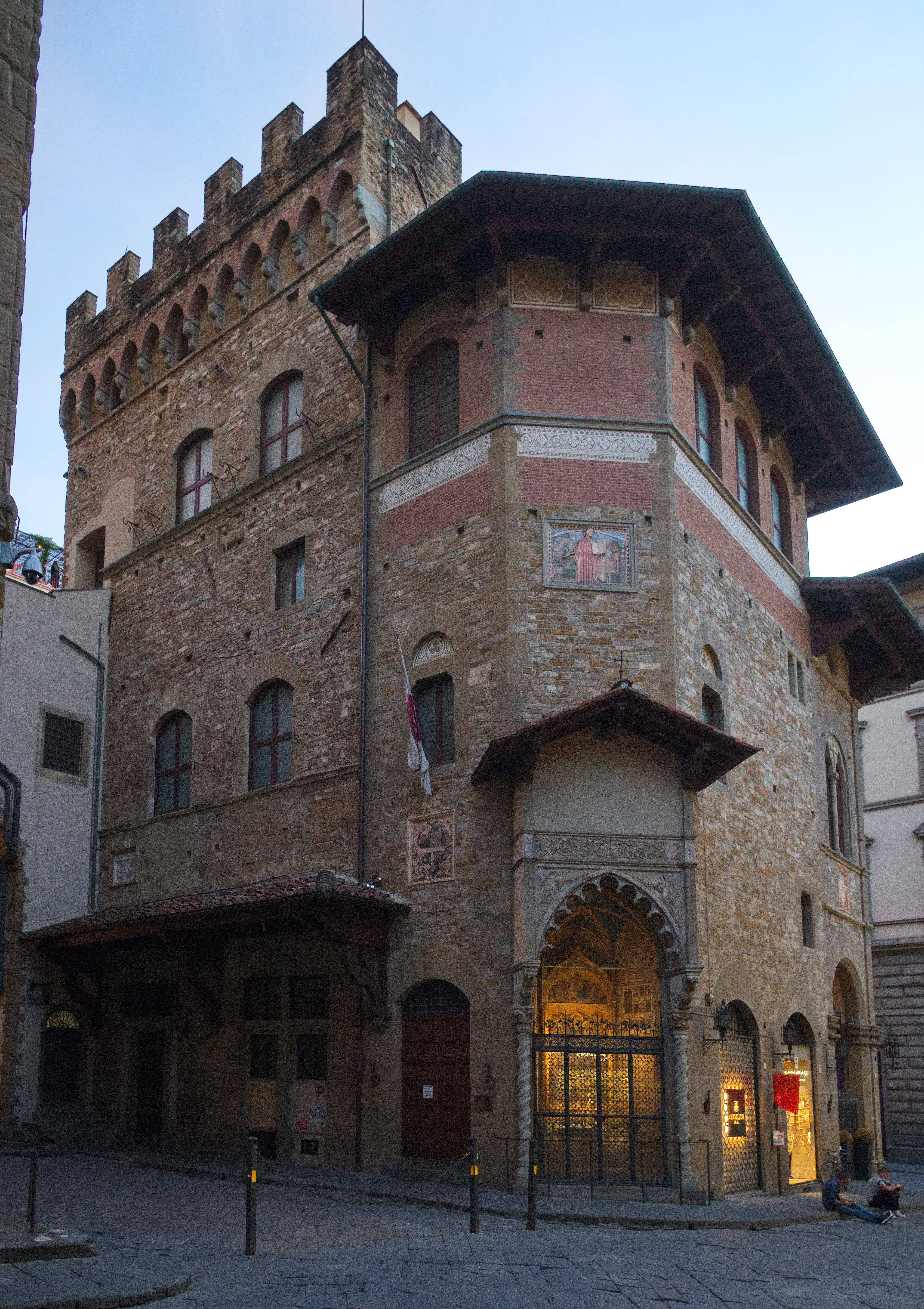
Palazzo der Arte della Lana neben Orsanmichele

Die Zuordnung und Stellung der einzelnen Zünfte und Gilden, sowie die spezifischen Gewerbezugehörigkeiten, variierten über die Jahrhunderte. Im späten 13. Jahrhundert gab es sieben Arti Maggiori, die „höheren Künste“. Von den vierzehn „niederen Künsten“ (Arti Minori) wurden, zumindest zeitweise, die fünf bedeutenderen als „mittlere Künste“ (Arti Mediane) gezählt.
Die Gilden waren mit der Florenzer Politik verflochten und wählten die Priori, die Ratsherren der regierenden Signoria. Die einzelnen Gilden waren in diesen Wahlen nicht gleichberechtigt; der größere Teil der Priori wurde von den Arti Maggiori bestimmt. Die Gilden verfügten über eigene Versammlungsgebäude. Auch Banken wie z. B. die der Medici in Florenz gehörten den Gilden an. Da die Unternehmungen der Medici verschiedene Wirtschaftszweige umfassten, waren sie nicht nur Mitglied der Geldwechslerzunft, sondern auch weiterer Gilden und Zünfte. Ihnen gelang ein bemerkenswerter politischer Aufstieg.
1770 schaffte Leopold I., der Großherzog der Toskana (und spätere Kaiser Leopold II.), die Florentiner Zünfte ab.

## Liste der Gilden und Zünfte

### Arti Maggiori
| Name                                          | Gewerbezugehörige           | Wappen |
| --------------------------------------------- | --------------------------- | ------ |
| Arte dei Giudici e Notai                      | Richter, Anwälte, Notare    |        |
| Arte di Calimala                              | Kaufleute und Tuchveredler  |        |
| Arte della Lana                               | Wollhersteller und -händler |        |
| Arte del Cambio                               | Bankiers und Geldwechsler   |        |
| Arte della Seta auch: Arte di Por Santa Maria | Seidenweber und -händler    |        |
| Arte dei Medici e Speziali                    | Ärzte und Apotheker         |        |
| Arte dei Vaiai e Pellicciai                   | Kürschner und Pelzhändler   |        |

### Arti Mediane
| Name                                 | Gewerbezugehörige                                             | Wappen |
| ------------------------------------ | ------------------------------------------------------------- | ------ |
| Arte dei Beccai                      | Schlachter und Viehzüchter                                    |        |
| Arte dei Fabbri                      | Schmiede                                                      |        |
| Arte dei Calzolai                    | Schuhmacher                                                   |        |
| Arte dei Maestri di Pietra e Legname | Steinmetze und Holzschnitzer                                  |        |
| Arte dei Linaioli e Rigattieri       | Leinenhersteller, heimische Tuch-Einzelhändler und -schneider |        |

### Arti Minori
| Name                                | Gewerbezugehörige                                                       | Wappen |
| ----------------------------------- | ----------------------------------------------------------------------- | ------ |
| Arte dei Vinattieri                 | Winzer und Weinhändler                                                  |        |
| Arte degli Albergatori              | Gastwirte                                                               |        |
| Arte dei Cuoiai e Galigai           | Gerber und Lederarbeiter                                                |        |
| Arte degli Oliandoli e Pizzicagnoli | Nahrungshersteller und -händler, Kerzendreher, Glasbläser, Schnurmacher |        |
| Arte dei Correggiai                 | Sattler und Schirrmacher                                                |        |
| Arte dei Chiavaiuoli                | Schlosser, Kupferschmiede, Werkzeugmacher                               |        |
| Arte dei Corazzai e Spadai          | Rüstungsschmiede und Waffenschmiede                                     |        |
| Arte dei Legnaioli                  | Zimmerleute und Schreiner                                               |        |
| Arte dei Fornai                     | Bäcker und Müller                                                       |        |